# 1977 w sztukach plastycznych
Wydarzenia w sztukach plastycznych i wizualnych w 1977 roku.

## Wydarzenia
- W Barcelonie odbyła się pierwsza indywidualna wystawa Javiera Mariscala[1].
- W Kassel odbyła się międzynarodowa wystawa sztuki współczesnej documenta 6.
- W Paryżu otwarto Centre Georges Pompidou[2].
- W Poznaniu otwarto Galerię ON.
- Odbyły się XV Międzynarodowe Spotkania Artystów, Naukowców i Teoretyków Sztuki w Osiekach.

## Malarstwo
- Salvador Dalí

Ręka Dalego osłaniająca Złote Runo w formie chmury, aby pokazać Gali świt, całkiem nagi, bardzo, bardzo daleko za słońcem
Dali podnoszący powierzchnię Morza Śródziemnego, aby pokazać Gali narodziny Wenus
- Marc Chagall

Mit Orfeusza – olej na płótnie
- Hans Rudolf Giger

Katarakta – akryl na papierze, 100x70 cm
Hommage a Bocklin – akryl na papierze/drewnie, 100x140 cm
Lustrzane odbicie – akryl na papierze/drewnie, 100x70 cm
Szatan I – akryl na papierze/drewnie, 100x70 cm

## Plakat
- Jan Młodożeniec

plakat do filmu Szał – format A1
plakat do filmu Tato, ja już wyszłam za mąż – format A1
- Franciszek Starowieyski

plakat do filmu Barwy ochronne

## Rzeźba
- Władysław Hasior

Płomienne ptaki – Koszalin

## Nagrody
- Nagroda im. Jana Cybisa – Jacek Sempoliński
- World Press Photo – Françoise Demulder[14]

## Urodzeni
- Angelika Markul – polska artystka multimedialna
- Dominika Sadowska – polska malarka, graficzka
- Adejoke Tugbiyele – nigeryjsko-amerykańska artystka wizualna i aktywistka

## Zmarli
- 23 września - John Nash (ur. 1893), brytyjski malarz